# فورد موديل 48
فورد موديل 48 (بالإنجليزية: Ford Model 48)‏ هي سيارة صالون خلفية الدفع من صناعة شركة فورد أنتجت في 1935، تَمّ تجميعها في أتلانتا وتشيستر في بنسلفانيا وشيكاغو ولونغ بيتش في كاليفورنيا وديربورن ميشيغان وبوخارست في رومانيا.